# Tramea calverti
Tramea calverti е вид водно конче от семейство Libellulidae. Видът не е застрашен от изчезване.

## Разпространение
Разпространен е в Американски Вирджински острови, Аржентина (Катамарка, Кориентес, Мисионес, Салта и Сан Салвадор де Хухуй), Белиз, Боливия, Бонер, Бразилия (Рио де Жанейро и Рондония), Венецуела, Гваделупа, Гвиана, Доминиканска република, Еквадор (Галапагоски острови), Кайманови острови, Колумбия, Коста Рика, Куба, Кюрасао, Мексико (Веракрус, Дуранго, Кампече, Кинтана Ро, Колима, Наярит, Сан Луис Потоси, Синалоа, Сонора, Табаско, Халиско, Чиапас, Южна Долна Калифорния и Юкатан), Никарагуа, Панама, Перу, Саба, Салвадор, САЩ (Айова, Масачузетс, Мериленд, Мисури, Ню Джърси, Ню Йорк, Северна Каролина, Тексас, Тенеси, Флорида и Южна Каролина), Свети Мартин, Сен Естатиус, Синт Мартен, Суринам, Тринидад и Тобаго, Френска Гвиана, Хондурас и Ямайка.

## Описание
Популацията на вида е стабилна.